# جوزيف ر. مارتن
جوزيف ر. مارتن هو سياسي كندي، ولد في 1 أغسطس 1926 في كندا، وتوفي في 17 فبراير 2008 في كندا. حزبياً، نشط في الجمعية الليبرالية لنيو برونزويك ‏. وقد انتخب عضو الجمعية التشريعية لنيو برونزويك ‏.